# Amomum pterocarpum
Amomum pterocarpum är en enhjärtbladig växtart som beskrevs av George Henry Kendrick Thwaites. Amomum pterocarpum ingår i släktet Amomum och familjen Zingiberaceae. Inga underarter finns listade i Catalogue of Life.